# Myzomela erythromelas
Myzomela erythromelas là một loài chim trong họ Meliphagidae.